# Priorat
|  | Aquest article tracta sobre la comarca del Priorat. Vegeu-ne altres significats a «Priorat (desambiguació)». |

El Priorat és una comarca catalana al Camp de Tarragona al bell mig de la Serralada Prelitoral Catalana, que limita amb les comarques del Baix Camp, la Ribera d'Ebre, les Garrigues i la Conca de Barberà. Predomina el Priorat la mola allargassada de la serra del Montsant, amb les seves cingleres imponents, que es troba al nord-nord-oest de la comarca. És vorejada d'altres serres, també força altes, entre les quals destaquen les muntanyes de Prades a l'est, i les serres de l'Argentera, d'en Jover i Llaberia al sud.

## Geografia
És una comarca muntanyosa i de relleu molt accidentat. Aquest fet i la diversitat de materials fan que es tracti d'una comarca molt heterogènia tant des del punt de vista natural com a humà. La dependència de la vida de l'home al medi natural és molt forta, donat que és una comarca essencialment agrària.
El Priorat pot dividir-se en diferents sectors, cadascun amb característiques naturals i humanes específiques. Los estudiosos han diferenciat quatre zones dins de la comarca actual del Priorat.
Hi ha un Priorat definit per les llicorelles o pissarres. A la paret central de la comarca el rocam és constituït per roques fosques i molt antigues. Són pissarres o llicorelles formades durant l'era Paleozoica. És lo Priorat Històric i el més conegut com a tal en l'actualitat. Hi predomina el conreu de la vinya.
Una segona zona comprèn lo sector meridional de la comarca, o baix Priorat. És lo territori que s'obre i fa de transició a la Ribera d'Ebre. Lo relleu és menys accidental que a la resta de la comarca, amb un predomini de roques calcàries. Se conrea sobretot la vinya i l'avellaner.
L'extrem nord-oest del Priorat comprèn lo territori de l'antiga baronia de Cabassers, a la vall del Montsant. Lo relleu hi és molt accidental i els conreus més típics són los de l'olivera i l'ametller. La vinya ocupa un lloc secundari.
La quarta zona inclou lo sector nord-est de la comarca, entre la serra del Montsant (Parc Natural del Montsant) i les muntanyes de Prades. Lo relleu hi és molt accidentat, amb un predomini de roques calcàries. Al camp hi ha un mosaic de vinyes, ametllers i oliveres
La comarca actual del Priorat és lleugerament diferent de l'aprovada el 1936 i 1987. La llei de modificació de la divisió comarcal de Catalunya de gener de 1990 segregà el municipi d'Arbolí, fins aleshores inclòs al Priorat, per a agregar-lo a la comarca del Baix Camp. Ara el Priorat comprèn una superfície de 498,60 km².
La base econòmica és l'agricultura, que ha sofert un fort retrocés al llarg de tot lo segle xx, tot i que la indústria vitivinícola va créixer amb força a partir de l'any 2000.

### Relleu
El relleu del Priorat és configurat per les dues alineacions de la Serralada Prelitoral, que hi al nord de Baix Camp, a partir de les muntanyes de Prades i la serra de la Mussara. Estes dues alineacions tanquen lo Priorat excepte per l'oest, on dona lloc a la cubeta de Móra d'Ebre, dins la Ribera d'Ebre.

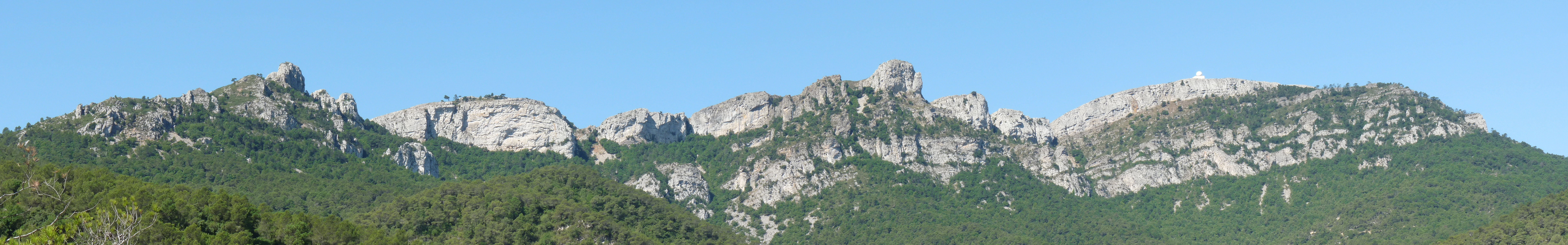
La serra de Llaberia, que marca els límits amb altres comarques pel sud

L'alineació septentrional comprèn tres grans conjunts: la serra del Montsant, la serra de la Llena i les muntanyes de Prades. L'alineació meridional és formada per nombroses serres, moles, no gaire elevades, però amb cingles i vessants molt inclinats. Entremig hi ha el sector de pissarres paleozoiques, amb relleus baixos, però amb vessants força inclinats.
El sector de pissarres comprèn la part central del Priorat, encarat a la cubeta de Móra. Les pissarres o llicorelles són roques fosques formades durant lo Paleozoic. Formen nombrosos turons arrodonits amb pendents sovint abruptes. Constitueix lo Priorat històric i geològic, i s'allarga cap a Cornudella de Montsant i Ulldemolins. A l'àrea de Falset, hi afloren granits.
Les muntanyes de Prades tanquen la comarca pell nord-est, separant-la de la Conca de Barberà i de l'Alt Camp. Pel cantó del Priorat se veu molt bé la successió de materials geològics, ben diferenciats pel color. A la base hi ha les llicorelles paleozoiques fosques i granits. Per damunt hi ha conglomerats i gresos vermells, calcàries i margues, que pertanyen al començament de l'era Secundària: la Gritella (1.093 m) i el puig de Gallicant (1008m).
El conjunt de les muntanyes de Prades i la serra de Montsant és separat pel coll d'Albarca, a 774 metres d'altitud. La serra de Montsant és tota ella dins del Priorat i és constituïda sobretot per conglomerats, la qual cosa ha donat lloc a un tipus de relleu anomenat montserratí. Forma una gran mola allargassada, d'E-NE a O-SO, voltada de cingleres imponents. Destaquen nombrosos cims que superen los 1.000 metres d'altitud: roca Corbatera (1.166m), roca Falconera (1.150m), lo Piló dels Senyalets (1.115m) i la Cogulla (1.073 m). La naturalesa de la roca i del relleu han fet que es formessin baumes i abrics arrecerats, on s'han aixecat algunes ermites, com la de Sant Salvador. Alhora el riu Montsant i petits afluents s'hi han engorjat formant congostos profunds i espectaculars, com lo congost de Fraguerau.
Al nord-est de la serra de Montsant hi ha la serra de la Llena, que separa el Priorat de les Garrigues i de la Conca de Barberà. També hi dominen los conglomerats amb relleu montserratí, encara que és més petita i amb altituds menors. Les cotes màximes d'esta serra són entre les Garrigues i la Conca de Barberà: La Tossa (1.018 m) i l'Abella (1.002 m).
Al sud del Priorat hi ha tot un seguit de serres i moles que tanquen la comarca. Hi predominen les roques calcàries. Hi ha les serres de Puigcerver, de l'Argentera i de Llaberia, i les moles de Colldejou (912 m) i de Llaberia (912 m). Formen un conjunt força compacte i amb nombrosos cingles i espadats, que s'alcen sobre els gresos i conglomerats rogencs. Lo pas entre estes serres és difícil, amb colls com lo d'Alforja, la Teixeta i Roig.

### Hidrologia
El Priorat coincideix força amb la conca del riu de Siurana i la del seu afluent el Montsant. Ambdós rius neixen a les muntanyes de Prades i encerclen la serra del Montsant. S'uneixen prop de Bellmunt del Priorat i finalment desguassen a l'Ebre.

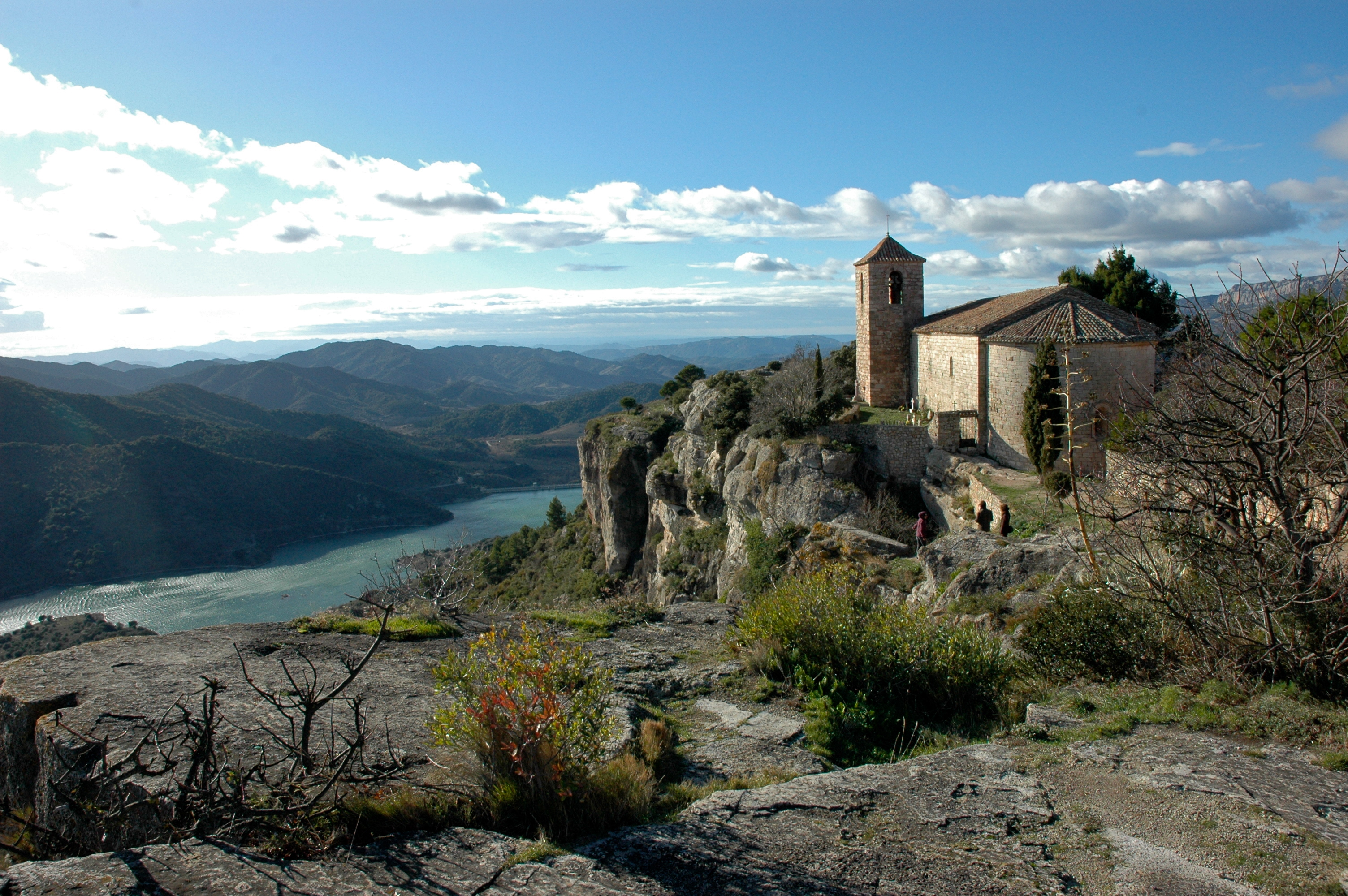
Pantà de Siurana des de l'ermita de Santa Maria.

El riu de Siurana travessa el Priorat de nord-est a sud-oest i és alimentat per nombrosos barrancs, torrents i rieres: riu de Cortiella, riera de Capçanes, barranc de l'Argentera i barranc d'Arbolí. Lo curs d'aigua és permanent, encara que amb fortes variacions en relació amb lo règim de precipitacions.
Per aprofitar les seues aigües se construí l'embassament de Siurana de 63 metres d'alçària i 260 d'allargada, entre el 1965 i 1974, per part de la comunitat de regants de l'embassament de Riudecanyes. Les seues aigües, en túnel per sota les muntanyes de Garranxa i el coll de la Teixeta, fins a l'embassament de Riudecanyes. D'esta manera l'aigua de la capçalera del riu de Siurana és utilitzada sobretot per al regadiu i per abastir les poblacions del Baix Camp.
L'embassament de Guiamets és a la riera de Capçanes i serveix per embassar i regular l'aigua per al regadiu.
Lo riu de Montsant recull les aigües del sector nord del Priorat, entre la serra de Montsant i la serra de la Llena. Té alguns afluents, més significatius pel relleu que han modelat que per l'aigua que aporten. Destaquen los riuets del Teix i d'Escaladei i el torrent dels Pèlags.

### Clima
El clima del Priorat és mediterrani amb influència marítima, encara que s'hi observa una lleugera tendència continental, en especial a la part septentrional. La marinada hi arriba clarament, però el conjunt de serres i moles paral·leles a la costa dificulten l'entrada de l'aire marítim humit i temperat. Esta disposició del relleu fa que les nits d'hivern siguin força fredes.

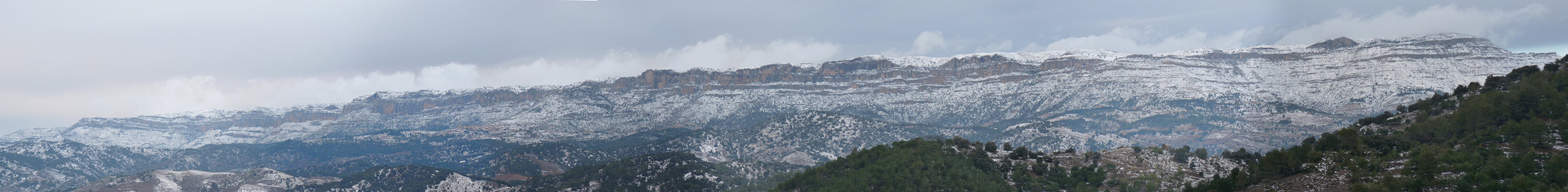
Serra del Montsant nevada

La temperatura mitjana anual és als volts dels 15 °C, al sector més baix i proper a la cubeta de Móra, i els 12º als vessants superiors de les serres de Montsant i muntanyes de Prades. Los hiverns són força freds a la meitat nord de la comarca, amb mitjanes mensuals de gener per sota dels 5º i 7º a la resta de la comarca. Los estius són calents, amb temperatures mensuals mitjanes de juliol entre 22º i 24º a bona part de la comarca. Les temperatures són més frescals als vessants superiors.
Les precipitacions són més aviat escasses, entre 500 i 700 mm de mitjana anual. Són més abundoses cap al nord-est, a les muntanyes de Prades. L'estació més plujosa és la tardor, i la més seca l'estiu.

### Vegetació

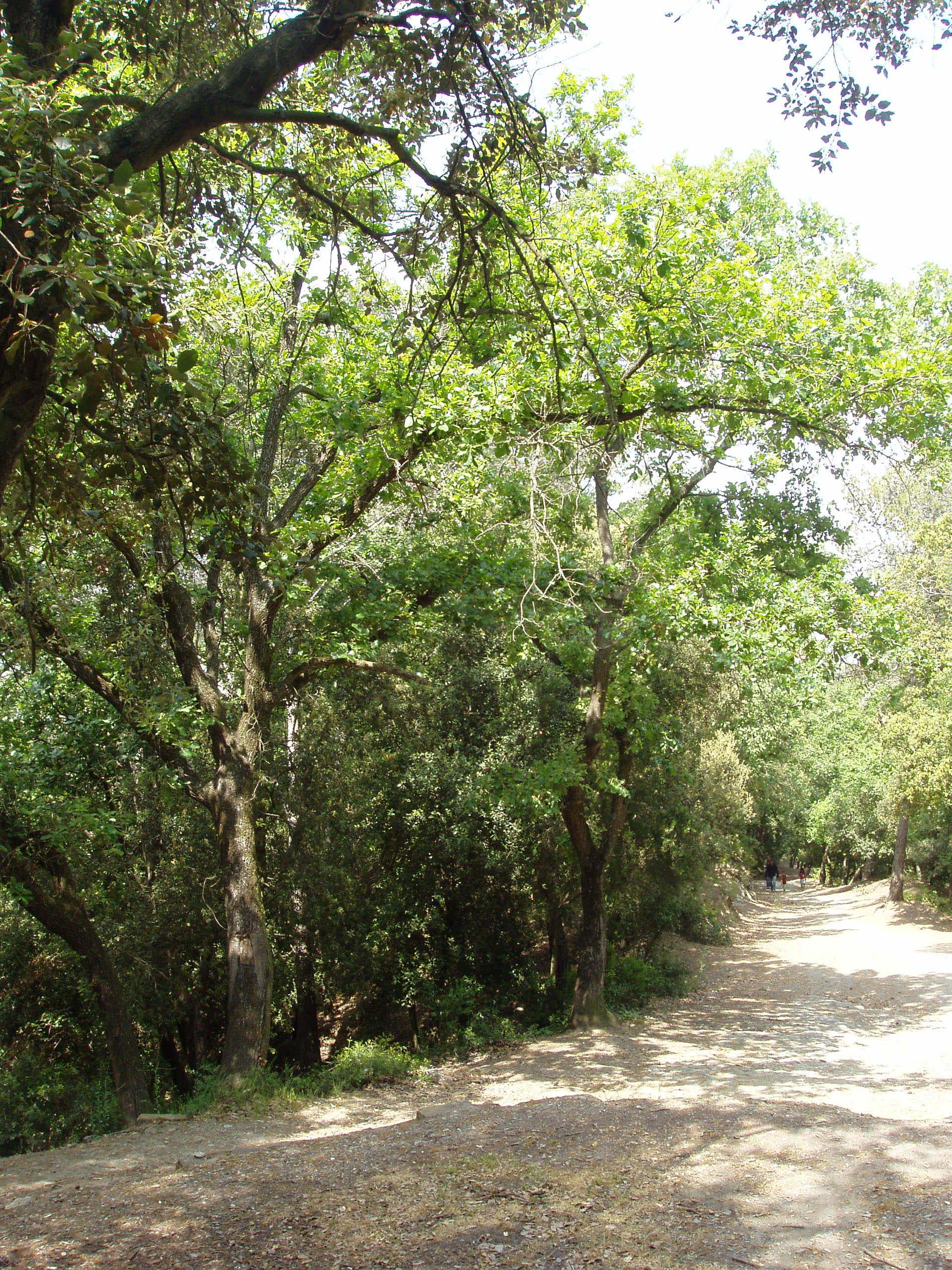
Alzinar típic mediterrani a Catalunya

Lo Priorat és a la franja que limita el territori amb domini natural de les carrasques amb lo dels alzinars. Les carrasques ocuparien lo sector amb lo clima de més tendència continental, cap a les Garrigues. En canvi, els alzinars se constituirien en la meitat meridional, amb un clima amb més influència marítima. Los límits entre ambdós dominis no és clar, ja que la vegetació natural ha estat molt modificada. A més, és possible que hi hagués una franja on serien abundants los dos arbres.
Lo paisatge actual és constituït per restes de la vegetació natural. Hi ha bosquets de carrasques i alzines, sobretot en les obagues i en indrets amb pendent fort, on ha estat més difícil la seua transformació en conreu, o que ja fa temps que han estat abandonats. La resta són conreus, sobretot llenyosos, i brolles i garrigues màquies, molt sovint amb pins. És fàcil observar llargs vessants esglaonats d'antigues feixes, actualment abandonades i colonitzades per un matollar amb pins.
Als indrets elevats més ombrívols, sobretot als obacs de la serra del Montsant i de les muntanyes de Prades, la vegetació natural estaria dominada per una roureda de roure valencià. Ara és fàcil trobar-hi rouredes, però el més freqüent és un bosc mixt de roures i pinassa. La pinassa és lo pi més estès en estos ambients més frescals. Si el bosc és destruït sol formar-se una boixeda, o matollars baixos o pastures.

## Població
| Municipi                 | Habitants (2023) |
| ------------------------ | ---------------- |
| Bellmunt del Priorat     | 285              |
| Bisbal de Montsant, la   | 206              |
| Cabacés                  | 305              |
| Capçanes                 | 423              |
| Cornudella de Montsant   | 1.002            |
| Falset                   | 2.829            |
| Figuera, la              | 120              |
| Gratallops               | 236              |
| Guiamets, els            | 265              |
| Lloar, el                | 107              |
| Margalef                 | 108              |
| Marçà                    | 594              |
| Masroig, el              | 467              |
| Molar, el                | 308              |
| Morera de Montsant, la   | 159              |
| Poboleda                 | 330              |
| Porrera                  | 435              |
| Pradell de la Teixeta    | 173              |
| Torre de Fontaubella, la | 119              |
| Torroja del Priorat      | 139              |
| Ulldemolins              | 419              |
| Vilella Alta, la         | 130              |
| Vilella Baixa, la        | 201              |
| Font: Idescat            |                  |

Municipis del Priorat

Al llarg del segle xx, lo Priorat ha patit un despoblament molt acusat, si bé a principis del segle XXI va aturar-se el despoblament a la zona sud. Entre 1900 i 1986 havia perdut més de la meitat de la població. El relleu i la poca industrialització van comportar aquest despoblament. Si es compara la població i s'analitza la seua evolució segons censos moderns, es detecta que fa més de cent anys lo Priorat era un territori força poblat, ja que tenia més del doble dels habitants que en l'actualitat.
A finals del segle xiv, el territori actual de la comarca del Priorat tenia una població d'uns 3.000 habitants. Lo fet és que comença el segle xviii rondant los 4.000 habitants. Com arreu de Catalunya, el segle xviii fou un període de prosperitat per al camp. S'artigaren moltes terres i la població es triplicà al llarg del segle. Segurament s'acabà el segle amb més de 14.000 habitants, molt més que la població actual.
Lo cens de 1857 dona una població de 25.040 habitants. Gairebé tots los vessants eren conreats, fins els més enlairats. Les feixes aguantades amb parets de pedra sostenien rengles de terra on es cultivava el que es podia. Lo més petit bocí de terra era aprofitat per a plantar-hi un cep, una olivera o un ametller.
La població augmentaria encara una mica més. Lo cens de 1887 registra 27.461 habitants. A partir dels censos següents la davallada demogràfica és gran. El cens de 1897 dona una població de 23.682 habitants, i el de 1900, 22.635 habitants. Lo despoblament ja no atura fins a l'actualitat. Los gràfics de l'evolució mostren molt bé la tendència.
| 1497 f | 1515 f | 1553 f | 1717  | 1787   | 1857   | 1877   | 1887   | 1900   | 1910   |
| ------ | ------ | ------ | ----- | ------ | ------ | ------ | ------ | ------ | ------ |
| 785    | 855    | 1.003  | 3.848 | 13.672 | 25.040 | 24.857 | 27.461 | 22.635 | 22.041 |

| 1920   | 1930   | 1940   | 1950   | 1960   | 1970   | 1981   | 1990  | 1992  | 1994  |
| ------ | ------ | ------ | ------ | ------ | ------ | ------ | ----- | ----- | ----- |
| 20.688 | 18.173 | 15.623 | 14.660 | 14.088 | 12.045 | 10.335 | 9.799 | 9.433 | 9.433 |

| 1996  | 1998  | 2000  | 2002  | 2004  | 2006  | 2008  | 2010   | 2012  | 2014  |
| ----- | ----- | ----- | ----- | ----- | ----- | ----- | ------ | ----- | ----- |
| 9.212 | 9.119 | 9.129 | 9.319 | 9.521 | 9.796 | 9.869 | 10.145 | 9.971 | 9.550 |

| 2016  | 2018  | 2020 | 2022 | 2024  | 2026 | 2028 | 2030 | 2032 | 2034 |
| ----- | ----- | ---- | ---- | ----- | ---- | ---- | ---- | ---- | ---- |
| 9.381 | 9.296 | -    | -    | 9.390 | -    | -    | -    | -    | -    |

## Economia
L'evolució demogràfica dona una idea de les activitats econòmiques de la comarca. Lo Priorat és una comarca que viu bàsicament del camp. La ramaderia hi és molt reduïda—pràcticament inexistent—i l'activitat industrial insignificant. Només la capital, Falset, té una important activitat en serveis.

### Agricultura

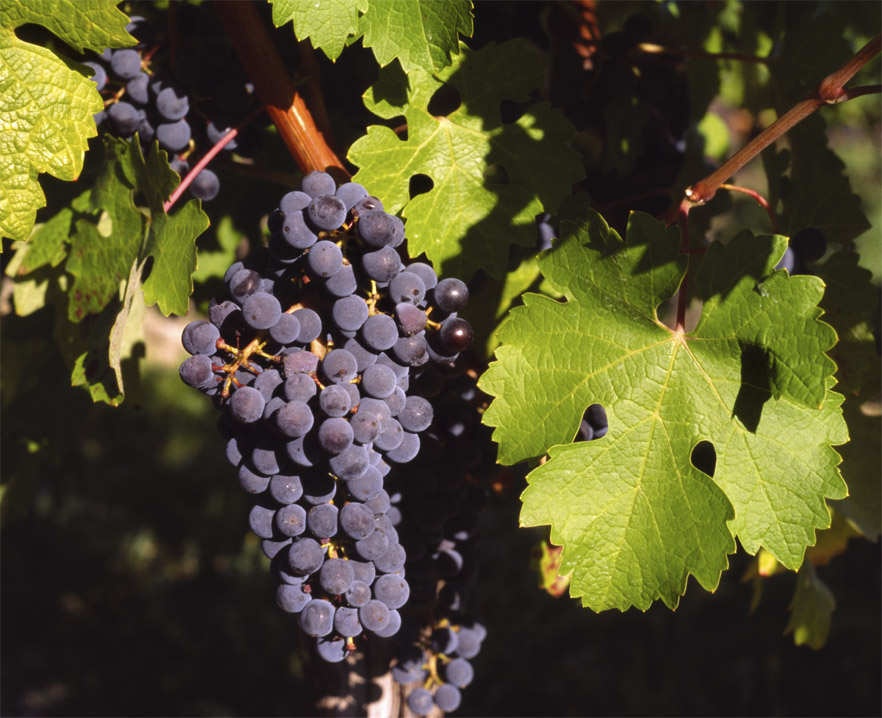
La millor mostra de la riquesa d'avui dia al Priorat. Lo raïm cabernet sauvignon

El 37% de la superfície del Priorat és terra conreada. La resta són matollars, garrigues i brolles, i boscos, sobretot de pins. Només lo 6% del conreu és regadiu. La resta és secà amb un predomini de cultius llenyosos. La meitat del regadiu és dedicat a l'avellaner. Hi ha també patates i hortalisses.
Al secà destaquen quatre cultius: la vinya, l'olivera, l'avellaner i l'ametller.
Lo més estès encara és la vinya amb més de 7.000 ha, molt menys de les més de 20.000 ha que hi havia al començament del segle xx. Al sector central del Priorat, geològicament compost amb pissarres, se cultiven los ceps que produeixen lo raïm per a l'elaboració d'un vi d'alta qualitat protegit amb Denominació d'Origen Qualificada Priorat. Dona un vi de qualitat i de major graduació, però amb baixos rendiments, tres vegades menys que al sector del Baix Priorat, on se produeixen vi de la Denominació d'Origen Montsant.
Segueix en importància l'avellaner, com una continuació de l'àrea central d'este conreu, que és lo Baix Camp. És als municipis veïns d'esta comarca on hi ha més avellaners, a la zona de Cornudella de Montsant-Ulldemolins.
L'ametller és més sofert que l'avellaner per aguantar les terres pobres i seques i és present arreu de la comarca. Lo mateix passa amb l'olivera, que és un cultiu en regressió. L'olivera abunda sobretot al nord-est del Priorat.

## Comunicacions
Les carreteres que hi accedien des del Baix Camp havien de salvar colls elevats i molts revolts. La N-420, que ve de Reus i passa per Falset continuant fins a l'Aragó per Móra d'Ebre és la via de penetració més important per al Priorat, alhora que és la carretera que dona sortida a la Ribera d'Ebre i la Terra Alta cap al Camp de Tarragona. Esta carretera ha tingut importants millores en obrir-se un nou traçat per salvar el Coll Negre i el Coll de la Teixeta. També ha millorat la C-242, carretera que va de Reus a les Garrigues passant per Cornudella, Albarca i Ulldemolins, pujant los colls d'Alforja i de Monencs. La resta són carreteres locals força estretes i amb molts revolts malgrat que s'hi han fet millores durant los darrers anys.
Lo ferrocarril de Barcelona-Saragossa-Madrid per Móra la Nova i Casp travessa el Priorat pel sud. La via salva la serra de l'Argentera per un llarg túnel del mateix nom, de 4.050 metres de longitud. Té estacions a la comarca a Marçà, Capçanes i Els Guiamets.

## Origen del nom
Quan la Generalitat republicana va fer la divisió comarcal de 1936, se plantejà la possibilitat de crear una comarca única que aplegués les actuals comarques del Priorat i el Baix Camp. Tanmateix, l'opció es desestimà.
Una vegada s'havien delimitat los actuals límits geogràfics de la comarca, el segon problema que sorgí va ser quin nom calia donar-li. Inicialment va prendre força cos la possibilitat d'anomenar-la Conca del Riu de Siurana -atesa l'orografia de la contrada-, per bé que finalment s'imposà la memòria popular que històricament havia identificat la contrada amb lo monestir o priorat cartoixà d'Escaladei (o Scala Dei). D'esta manera la comarca prenia d'este monestir d'origen medieval lo nom de Priorat. Malgrat això, encara avui és habitual sentir a parlar de l'Alt Priorat (o Priorat històric), del Baix Priorat i del Montsant.

## Política i govern

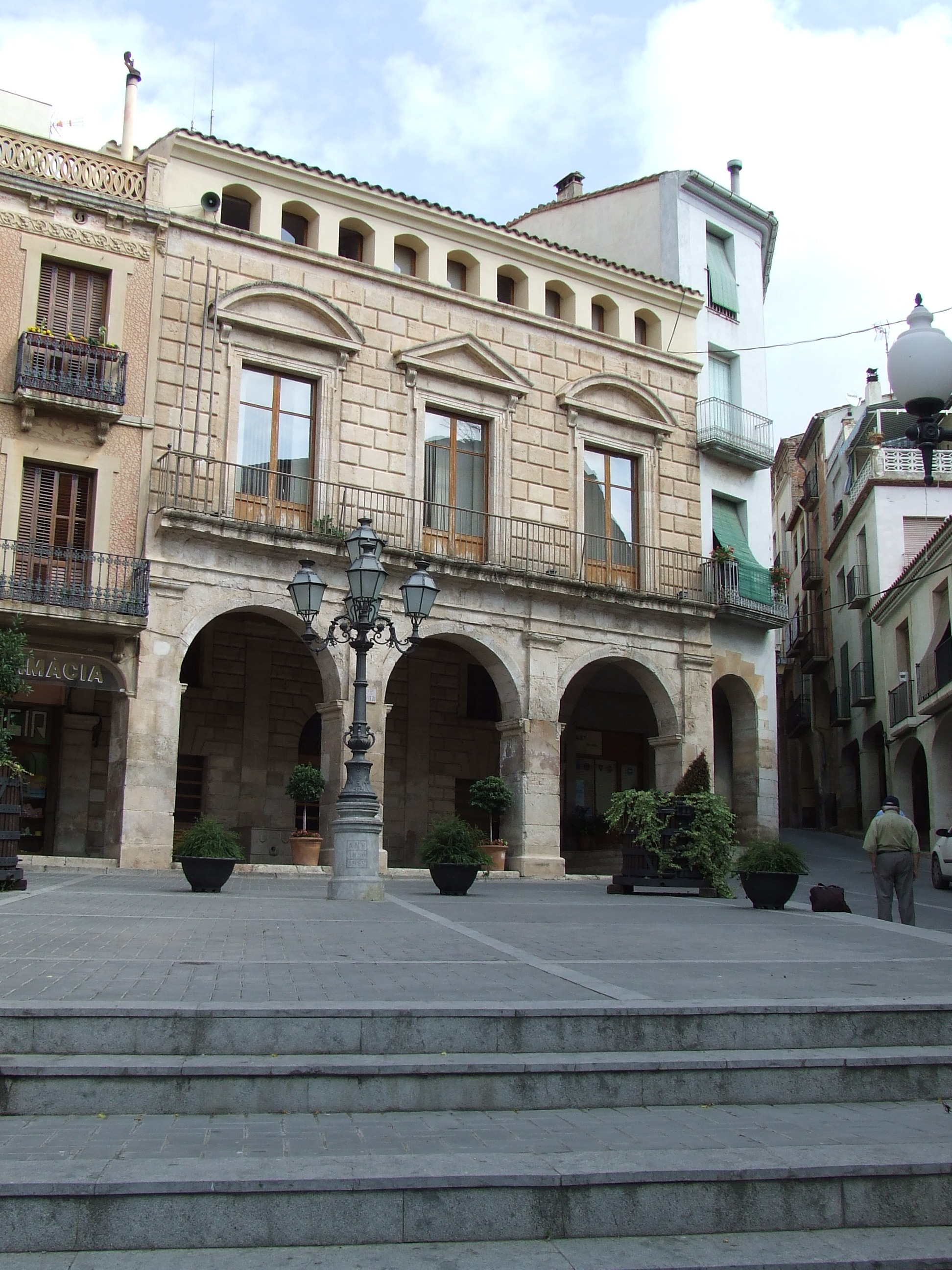
Ajuntament de Falset, capital del Priorat

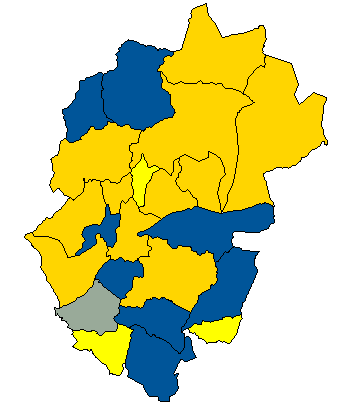
Mapa dels municipis de la comarca segons el color polític de les alcaldies després de les eleccions municipals de 2019.

| ERC - AM      |
| JxCAT - JUNTS |
| CUP - AMUNT   |
| FIC           |
| ------------- |

### Eleccions
Resultats de les eleccions municipals del 2019 al Priorat
| Candidatura                   | Candidatura                                                   | Portaveu al Consell Comarcal | Consellers comarcals | Regidors | Vots |
| ----------------------------- | ------------------------------------------------------------- | ---------------------------- | -------------------- | -------- | ---- |
|                               | Esquerra Republicana de Catalunya - Acord Municipal           |                              | 10                   | 60       | 2566 |
|                               | Junts per Catalunya - JUNTS                                   |                              | 7                    | 57       | 1752 |
|                               | Candidatura d'Unitat Popular - Alternativa Municipalista      |                              | 1                    | 14       | 246  |
|                               | Partit dels Socialistes de Catalunya - Candidatura de Progrés |                              | 1                    | 3        | 436  |
|                               | Federació d'Independents de Catalunya                         | -                            | 0                    | 3        | 140  |
|                               | En Comú Podem - En Comú Guanyem                               | -                            | 0                    | 1        | 67   |
|                               | Ara                                                           | -                            | 0                    | 1        | 35   |
| align=left\|Tots Som Guiamets | -                                                             | 0                            | 1                    | 42       |      |
| align=left\|ALTRES            | -                                                             | 0                            | 0                    | 38       |      |